# Brasserie d'Oster
Vous pouvez aider à l'améliorer ou bien discuter des problèmes sur sa page de discussion.
- Il ne cite pas suffisamment ses sources. Vous pouvez indiquer les passages à sourcer avec {{référence nécessaire}} ou {{Référence souhaitée}}, et inclure les références utiles en les liant aux notes de bas de page. (Marqué depuis mars 2021)
- Il contient une ou plusieurs listes. Le texte gagnerait à être rédigé sous la forme d’un ou plusieurs paragraphes synthétiques, afin d’être plus agréable à lire. (Marqué depuis mars 2021)

- Archive Wikiwix
- Bing
- Cairn
- DuckDuckGo
- E. Universalis
- Gallica
- Google
- G. Books
- G. News
- G. Scholar
- Persée
- Qwant
- (zh) Baidu
- (ru) Yandex
- (wd) trouver des œuvres sur Wikidata

La Brasserie d'Oster est une brasserie artisanale belge située à Oster dans la commune de Manhay au nord de la province de Luxembourg.

## Histoire
En 2010, Éric Fery et Christelle Moureau achètent une ancienne ferme à Oster, un petit village de la commune de Manhay en Ardenne dans la région de la Baraque de Fraiture. Ils ont le projet d'y installer une brasserie, l'eau y étant d'excellente qualité. Originaires de la région liégeoise, ils ont tous deux un passé dans le secteur brassicole.  Auparavant, Éric Fery avait aussi travaillé dans le secteur laitier. Après avoir réalisé les transformations nécessaires et testé plusieurs brassins, la brasserie ouvre et produit ses premières bières en décembre 2014. Du matériel de laiterie récupéré fait office de cuve d’empâtage, de filtration et d’ébullition pour réaliser des brassins de 300 litres. Deux bières sont dès lors proposées, une blonde et une dark.

## Bières
La brasserie produit deux bières commercialisées en bouteilles champenoises de 75 cl.
- L'Oster Blonde est une bière blonde cuivrée  de fermentation haute brassée avec trois sortes de malt et trois sortes de houblon, titrant 7,2 % en volume d'alcool.
- La Dark Oster est une bière noire de type stout de fermentation haute brassée avec six sortes de malt d'orge, un peu d’avoine et quatre houblons différents, titrant 8 % en volume d'alcool[2].

Elle produit aussi une bière commercialisée en bouteilles de 33 cl.
- L'Oster Vienna est une bière blonde d'été de fermentation haute titrant 6,2 % en volume d'alcool. Elle est brassée avec un seul malt, le vienna, d'où son nom.

## Sources et liens externes
- Site officiel
- Le petit futé